# 인도의 건축
인도의 건축은 인도의 역사, 문화와 종교에 기반하고 있다. 다양한 건축 양식들 중에서 힌두 사원 건축과 인도 이슬람 건축, 특히 라지푸트 건축, 무굴 건축, 드라비디아 건축과 인도 사라센 건축이 알려져 있다. 초기 인도 건축은 자재로 나무를 사용하여 오늘날까지 전해지는 건축물은 많지 않으나 암삭 건축으로 만들어진 불교, 힌두교와 자이나교 사원들이 남아있다.
힌두교 사원은 남인도의 드라비디아 양식, 북인도의 나가라 양식과 그 외 지역의 건축 양식으로 나뉘며 기후에 따라 주거 건축의 양식도 구분된다.
인도의 첫번째 주요 이슬람 왕국인 델리 술탄국에서 인도와 이슬람의 건축 특징이 융합된 인도 이슬람 건축(영어: Indo-Islamic architecture)이 발달하였다. 이러한 인도 이슬람 건축은 무굴 제국에 이르러 발전하여 타지마할과 같은 건축물을 남겼으며 라자스탄 건축과 시크 건축에 영향을 주었다.
영국 식민지 시기 인도의 건축은 신고전주의, 고딕 복고양식과 바로크 등 유럽 양식이 주를 이루었다. 인도 이슬람 양식과 유럽 양식의 결합은 인도 사라센 건축(영어: Indo-Saracenic architecture)이라 불리는 새로운 양식의 출현을 불러왔다. 인도의 독립 이후 모더니즘 양식은 식민지 문화로부터의 진전으로서 인도 건축가들 사이에 퍼졌으며 찬디가르를 설계한 르 코르뷔지에는 20세기 모더니즘 건축가들에게 영감을 주었다. 1991년 인도의 경제 개혁으로 세계 경제에 인도가 통합되어가면서 인도의 도시 건축 또한 성장하였으나 풍수와 비슷한 바스투 샤스트라와 같은 전통적 요소 또한 현대 인도 건축에 여전히 영향을 미치고 있다.